# Associazione Calcio Messina 1939-1940
Questa pagina raccoglie i dati riguardanti l'Associazione Calcio Messina nelle competizioni ufficiali della stagione 1939-1940.

## Rosa
| N. |                   | Ruolo | Calciatore                |
| -- | ----------------- | ----- | ------------------------- |
|    | Italia (bandiera) | A     | Ermenegildo Mario Alfonsi |
|    | Italia (bandiera) | D     | Guglielmo Baracco         |
|    | Italia (bandiera) | D     | Bellini                   |
|    | Italia (bandiera) | C     | Oreste Benet              |
|    | Italia (bandiera) | A     | Luciano Benassi           |
|    | Italia (bandiera) | A     | Giuseppe Bertoncello      |
|    | Italia (bandiera) | A     | Filippo Caprì             |
|    | Italia (bandiera) | P     | Renato Catuzzi            |
|    | Italia (bandiera) | D     | Mario Contratti           |
|    | Italia (bandiera) | A     | Giovanni Corallo          |
|    | Italia (bandiera) | A     | Stefano Cornelio          |

| N. |                   | Ruolo | Calciatore          |
| -- | ----------------- | ----- | ------------------- |
|    | Italia (bandiera) | C     | Ubaldo Coppo        |
|    | Italia (bandiera) | P     | Gian Battista Corso |
|    | Italia (bandiera) | A     | Bruno Culot         |
|    | Italia (bandiera) | A     | Gino Damaschi       |
|    | Italia (bandiera) | A     | Antonino Ferrara    |
|    | Italia (bandiera) | P     | Giacomo Fincato     |
|    | Italia (bandiera) | A     | Luigi Girino        |
|    | Italia (bandiera) | A     | Emilio Greco        |
|    | Italia (bandiera) | C     | Emanuele Interlandi |
|    | Italia (bandiera) | A     | Enrico Miceli       |
|    | Italia (bandiera) | C     | Marino Puccini      |